# Райлі Макгрі
Райлі Макгрі (англ. Riley McGree, нар. 2 листопада 1998, Галер) — австралійський футболіст, півзахисник англійського клубу «Мідлсбро».
Виступав, зокрема, за клуби «Аделаїда Юнайтед», «Брюгге» та «Бірмінгем Сіті», а також національну збірну Австралії.
Володар Кубка Австралії.

## Клубна кар'єра
Народився 2 листопада 1998 року в місті Галер. 
У дорослому футболі дебютував 2015 року виступами за команду «Аделаїда Юнайтед», у якій провів два сезони, взявши участь у 17 матчах чемпіонату. 
Своєю грою за цю команду привернув увагу представників тренерського штабу клубу «Брюгге», до складу якого приєднався 2017 року. Відіграв за команду з Брюгге наступний сезон своєї ігрової кар'єри.
Згодом з 2018 по 2020 рік грав у складі команд «Ньюкасл Юнайтед Джетс», «Мельбурн Сіті», «Аделаїда Юнайтед» та «Шарлотт».
У 2020 році уклав контракт з клубом «Бірмінгем Сіті», у складі якого провів наступний рік своєї кар'єри гравця. Більшість часу, проведеного у складі «Бірмінгем Сіті», був основним гравцем команди.
До складу клубу «Мідлсбро» приєднався 2022 року. Станом на 7 листопада 2022 року відіграв за клуб з Мідлсбро 30 матчів в національному чемпіонаті.

## Виступи за збірні
У 2017 році дебютував у складі юнацької збірної Австралії (U-17), загалом на юнацькому рівні взяв участь у 2 іграх, відзначившись 3 забитими голами.
У 2017 році залучався до складу молодіжної збірної Австралії. На молодіжному рівні зіграв у 4 офіційних матчах, забив 1 гол.
У 2021 році дебютував в офіційних матчах у складі національної збірної Австралії.
У складі збірної був учасником чемпіонату світу 2022 року у Катарі.

## Титули і досягнення
- Володар Кубка Австралії (1):

«Аделаїда Юнайтед»: 2019